# 北海道士別東高等学校
北海道士別東高等学校（ほっかいどう しべつひがしこうとうがっこう）は、北海道士別市にある公立（市立）の高等学校。昼間定時制普通科を有する。

## 沿革
- 1949年（昭和24年） - 北海道士別高等学校上士別分校として開校。
- 1954年（昭和29年） - 士別市立北海道上士別高等学校に改称。
- 1962年（昭和37年） - 北海道士別東高等学校に改称。